# Lista de navios lançados em março de 1942
A seguir está uma lista como os navios lançados ao mar no mês de março de 1942.
| Data        | Navio                  | País           | Construtor                                   | Localização           | Classe                | Notas |
| ----------- | ---------------------- | -------------- | -------------------------------------------- | --------------------- | --------------------- | ----- |
| 1 de março  | Richtofen              | Alemanha       | Schichau                                     | Königsberg            | Hans Albrecht Wedel   |       |
| 2 de março  | U-185                  | Alemanha       | AG Weser                                     | Bremen                | Tipo IXC              |       |
| 3 de março  | U-182                  | Alemanha       | AG Weser                                     | Bremen                | Tipo IXD              |       |
| 4 de março  | HMAS Tamworth (J191)   | Austrália      |                                              |                       | Bathurst              |       |
| 5 de março  | USS Hamlin (CVE-15)    | Estados Unidos | Western Pipe & Steel                         |                       | Bogue                 |       |
| 5 de março  | Empire Arthur          | Reino Unido    | Grangemouth Dockyard Co Ltd                  | Grangemouth           | Navio tanque costeiro |       |
| 5 de março  | Empire Cadet           | Reino Unido    | William Gray & Co Ltd                        | West Hartlepool       | Navio tanque costeiro |       |
| 6 de março  | SS Empire Arnold       | Reino Unido    | William Gray & Co Ltd                        | West Hartlepool       | Navio cargueiro       |       |
| 7 de março  | HMS Tracker (D24)      | Estados Unidos | Seattle-Tacoma Shipyard                      | Seattle               | Atacker               |       |
| 16 de março | Empire Cherub          | Reino Unido    | Hall, Russell & Co Ltd                       | Aberdeen              | Rebocador             |       |
| 17 de março | Empire Coleridge       | Reino Unido    | Sir J Laing & Sons Ltd                       | Sunderland            | navio tanque          |       |
| 18 de março | SS Empire Chaucer      | Reino Unido    | William Pickersgill & Sons Ltd               | Sunderland            | Navio cargueiro       |       |
| 19 de março | Hermann Kohl (navio)   | Alemanha       | Schichau                                     | Königsberg            | Hans Albrecht Wedel   |       |
| 20 de março | USS Birmingham (CL-62) | Estados Unidos | Newport News Shipbuilding & Dry Dock Company | Newport News          | Cleveland             |       |
| 23 de março | SS Empire Conrad       | Reino Unido    | Lithgows                                     | Port Glasgow          | Navio cargueiro       |       |
| 24 de março | SS Empire Austen       | Reino Unido    | Lithgows                                     | Port Glasgow          | Navio cargueiro       |       |
| 24 de março | Empire Wold            | Reino Unido    | John Crown & Sons Ltd                        | Sunderland            | Rebocador             |       |
| 31 de março | SS Empire Beaumont     | Reino Unido    | Furness Shipbuilding Co Ltd                  | Haverton Hill-on-Tees | Navio cargueiro       |       |
| 31 de março | SS Empire Caxton       | Reino Unido    | William Gray & Co Ltd                        | West Hartlepool       | navio cargueiro       |       |